# Cephalotes adolphi
Cephalotes adolphi är en myrart som först beskrevs av Carlo Emery 1906.  Cephalotes adolphi ingår i släktet Cephalotes och familjen myror. Inga underarter finns listade.